# Kleiner Ödsee
Kleiner Ödsee är en sjö i Österrike.   Den ligger i förbundslandet Oberösterreich, i den centrala delen av landet, 180 km väster om huvudstaden Wien. Kleiner Ödsee ligger 715 meter över havet. Den ligger vid sjön Großer Ödsee.